# Le 7/9 (Canal+)
Le 7/9 est une émission de télévision française de divertissement et d'actualités, diffusée du 4 novembre 1984 au 31 août 1985, sur la chaîne payante nationale française Canal+. Il s'agit de la première émission quotidienne matinale de la télévision française. À son lancement, l'émission est produite et présentée par Michel Denisot, lequel vient de quitter la rédaction et le journal du 13h d'Yves Mourousi, sur TF1.

## Historique
Jusqu'aux années 1980, la télévision française exploite peu les tranches matinales en dehors du week-end, de quelques événements ou retransmissions spéciales. Une édition du week-end intitulée Bonjour la France est diffusée sur TF1 à partir de septembre 1984. Toutefois, la première émission quotidienne du matin intitulée « Le 7/9 » est lancée dès le 4 novembre 1984, sur la première chaîne payante française Canal+, présentée par Michel Denisot et Danielle Askain, avec le concours de la rédaction de la chaîne cryptée, parmi laquelle on note Jérôme Bonaldi; l'émission magazine de Canal+ est construite autour de chroniques cinéma, musicales, culturelles ainsi que de courts rappels d'information.
En janvier 1985, l'émission Télématin devient le deuxième rendez-vous matinal quotidien de la télévision française, diffusé sur la chaîne publique Antenne 2. En septembre 1987, sur TF1, l'édition du week-end Bonjour la France devient quotidienne. Ce rendez-vous se poursuit jusqu'en septembre 1990. Par la suite, TF1 remplace cette case par du télé-achat, des fictions et des programmes principalement destinés à la jeunesse.
Lors de la première émission du dimanche 4 novembre 1984, Michel Denisot est entouré d'invités parmi lesquels ses amis Gérard Depardieu, Jean-Pierre Coffe ainsi que Jeanne Mas et Jesse Garon. En février 1985, après l'échec de Patrick Poivre d'Arvor venu d'Antenne 2 pour la case de l'avant soirée de la chaîne privée, Pierre Lescure, dirigeant de Canal+, demande à Michel Denisot d'animer et piloter la nouvelle émission en clair de 18h30 à 20h, intitulée « Zénith », destinée à être la vitrine de la chaîne payante; dès lors, Le 7/9 est diffusé en clair également et Michel Denisot cède sa place à Jacques Bal puis à PPDA pour cette matinale qui est rapidement complétée puis remplacée par l'émission jeunesse Cabou Cadin, le 2 septembre 1985, après le départ de PPDA pour la chaîne TF1.
Dès son lancement le 4 novembre 1984, l'émission est découpée en tranche de 12 minutes et elle propose aussi un horoscope et de la gym; Philippe Dana propose les bons plans culturels, Christophe Dechavanne dévoile des objets et gadgets insolites et Alain Chabat présente la météo.